# Karl Philipp zu Ingelheim
Franz Carl Philipp Reichsgraf von Ingelheim gen. Echter von und zu Mespelbrunn (* 12. Mai 1740; † 30. Oktober 1803 in Geisenheim) war kurmainzischer Rat und letzter Oberamtmann in Königstein im Taunus.

## Familie
Karl Philipp zu Ingelheim war der Sohn des Kurmainzer Geheimrates Johann Philipp, Reichsgraf von Ingelheim gen. Echter von und zu Mespelbrunn (* 2. November 1698; † 14. März 1784) und erbte von seinem Vater den Titel eines Reichsgrafen von Ingelheim genannt Echter von und zu Mespelbrunn. Die Mutter war Maria Clara Philippina, Kämmerer von Worms, Freiin von Dalberg (* 15. August 1707; † 27. März 1774).
Karl Philipp zu Ingelheim heiratete in erster Ehe Juliana Freiin von Zobel zu Giebelstadt-Darstadt. Nachdem sie am 28. Dezember 1766 gestorben war, heiratete er in zweiter Ehe Elisabeth Augusta Freiin von Hacke (* 23. Dezember 1746; † 30. April 1770). Aus der dritten Ehe mit Franziska Romana Freiin von Breidbach-Bürresheim (* 27. September 1751; † 14. Juli 1818) ging mit Friedrich Carl Joseph Graf von Ingelheim gen. Echter von und zu Mespelbrunn (* 9. April 1777; † Oktober 1847) ein Erbe hervor.

## Leben
Karl Philipp zu Ingelheim diente (wie viele andere Familienmitglieder) dem Kurfürstentum Mainz in hohen Ämtern. So war er kurfürstlicher Rat, Oberstsilberkämmerer und Hof- und Kammermusikintendant.
1774 wurde er Oberamtmann im Oberamt Königstein. 1781 stellte er dieses Amt auf Wunsch des Kurfürsten zur Verfügung, da das Oberamt Königstein im Rahmen einer Verwaltungsreform mit dem Oberamt Höchst verschmolzen wurde. Im Hinblick auf seine Verdienste wurde ihm die Nutzung des Amtshauses und die bisher ihm zustehenden Jagden und Fischereien gegen eine geringe jährliche Pacht von 50 Gulden weiter zugestanden.